# ワンダラーブラウス事件
ワンダラーブラウス事件（ワンダラーブラウスじけん）は、1955年に起きた、日本からのアメリカ合衆国向けブラウスの輸出が急激に増加し、アメリカからの日本に対する綿製品の輸出自主規制を求めた事件である。日本製の粗悪なブラウスが米国内で1ドル（英: one dollar、当時は固定相場制で360円）で売られ、ダンピングではないかと指摘された。日本とアメリカの貿易摩擦問題の始まりとされる事件である。